# Marisa Siguán
Marisa Siguan (Madrid, 1954) és catedràtica de Literatura Alemanya a la Universitat de Barcelona (Departament de Filologia Anglesa i Alemanya): Ha estat External Senior Fellow del Freiburg Institute for Advanced Studies (Universitat de Friburg de Brisgòvia) i del Internationales Kolleg Morphomata (Universitat de Colònia). Ha coordinat programes de doctorat des del 2000. Actualment coordina el programa “Estudis lingüístics, literaris i culturals” de la Facultat de Filologia de la Universitat de Barcelona. Els seus àmbits d'investigació i docència i, per tant, de direcció de treballs d'investigació, són fonamentalment les relacions literàries hispano-alemanyes en els canvis dels segles XVIII-XIX i la literatura alemanya de la modernitat. Actualment, treballa sobre la relació entre memòria traumàtica i escriptura literària en els segles XX y XXI.
Entre les seves publicacions destaquen La recepción de Ibsen y Hauptmann en el modernismo catalán (Barcelona, 1990), Transkulturelle Beziehungen (amb Karl Wagner, Amsterdam 2004), Goethe: Obra narrativa (Madrid-Córdoba 2006), Historia de la literatura en lengua alemana (amb Hans Gerd Roetzer, Barcelona, 2012), Schreiben an den Grenzen der Sprache. Studien zu Améry, Kertész, Semprún, Schalamow, Herta Müller, Aub. (Berlín-Nueva York, 2014). És membre fundador de l'Associació de Germanistes de Catalunya (1980) i de la Societat Goethe a Espanya (2001), de la qual és presidenta. És membre de la Deutsche Akademie für Sprache und Dichtung.